# Leblon
Leblon est un quartier de la zone sud de Rio de Janeiro, situé entre la célèbre plage d'Ipanema, la Lagoa, le Jardin botanique, et le Morro Dois Iramaos (Dois Irmãos). Il s'agit d'un des quartiers les plus bourgeois de la ville. 

## Toponymie
Un entrepreneur français natif de Marseille, Carlos Leblon (1804-1880) ou Charles Leblon (également orthographié Leblond), ayant fait fortune dans l'industrie de la pêche, avait acquis ces terrains donnant sur l'océan durant la première moitié du XIXe siècle, pour y domicilier son entreprise et ses locaux. C'est de là que viendrait le nom du lieu, appelé à l'origine campo do Leblon.

## Situation
Situé au sud du Jardin botanique de Rio et de la Lagoa et donnant sur l'océan Atlantique au sud, Leblon est un lieu plus familial qu'Ipanema pendant la journée, mais durant le carnaval certaines soirées privées y sont organisées.
Disposant d'une très belle plage, on y trouve également la nouvelle galerie commerciale "Shopping Leblon", plutôt blanche et tendance, ainsi que le siège de la police touristique.